# Ferrogedrita
La ferrogedrita és un mineral de la classe dels silicats, que pertany al grup del nom arrel gedrita. Rep el nom per la seva relació amb la gedrita.

## Característiques
La ferrogedrita és un silicat de fórmula química ☐{Fe2+₂}{Fe2+₃Al₂}(Al₂Si₆O22)(OH)₂. Cristal·litza en el sistema ortoròmbic. La seva duresa a l'escala de Mohs es troba entre 5,5 i 6.
Segons la classificació de Nickel-Strunz, la ferrogedrita pertany a «09.DD - Inosilicats amb 2 cadenes dobles periòdiques, Si₄O11; ortoamfíbols» juntament amb els següents minerals: ferroantofil·lita, gedrita, holmquistita, protomanganoferroantofil·lita, sodicantofil·lita, sodicferroantofil·lita, sodicferrogedrita, sodicgedrita, ferroholmquistita i protoantofil·lita.

## Formació i jaciments
Ha estat descrita als Estats Units, la República Txeca, Dinamarca, Noruega, Finlàndia, Alemanya, l'Índia i el Japó.